# Paramaxates vagata
Paramaxates vagata är en fjärilsart som beskrevs av Walker 1861. Paramaxates vagata ingår i släktet Paramaxates och familjen mätare. Inga underarter finns listade i Catalogue of Life.